# Songs (Regina Spektor)
Songs è il secondo album della cantautrice Regina Spektor, pubblicato il 25 febbraio del 2002.
È stato registrato interamente il 25 dicembre 2001 presso gli Antenna Studios (NYC), in cui la cantante suonò tutti i 12 brani che compongono il disco l'uno dietro l'altro, in presa diretta e servendosi di un'unica registrazione. Songs – così come il precedente 11:11 (2001) – è stato autoprodotto e venduto durante le prime esibizioni dal vivo presso i locali di New York.

## Tracce
Canzoni scritte e composte da Regina Spektor.
1. Samson[1] – 3:51
2. Oedipus – 4:49
3. Prisoners – 3:01
4. Reading Time with Pickle – 5:33
5. Consequence of Sounds – 5:08
6. Daniel Cowman – 4:51
7. Bon Idée – 4:09
8. Aching to Pupate – 2:11
9. Lounge – 3:32
10. Lacrimosa – 5:12
11. Lulliby – 2:26
12. Ne Me Quitte pas[2] – 4:38

## Formazione
- Regina Spektor – voce, piano
- Chelsea Horenstein - fotografia
- Ryan Curtiz - cover designer